# Elecciones generales de Samoa de 2021
Las elecciones generales de Samoa de 2021 tuvieron lugar el 9 de abril del mencionado año con el objetivo de renovar los 51 escaños de la Asamblea Legislativa, que ejercería sus funciones por el período 2021-2026. Fueron las decimoséptimas elecciones celebradas en Samoa desde su independencia, así como las séptimas desde la instauración del sufragio universal. Bajo la constitución samoana y la ley electoral vigente, los 51 escaños de la Asamblea Legislativa se eligieron en circunscripciones de un solo miembro, con dos escaños reservados a la población no samoana y un piso de 10% reservado para mujeres. Solo los jefes con un título de matai pueden presentarse como candidatos.
El gobernante y dominante Partido para la Protección de los Derechos Humanos (HRPP), formación en el poder casi ininterrumpidamente desde el surgimiento de partidos políticos en 1982, y partido del primer ministro Tuila'epa Sailele Malielegaoi (en el cargo desde 1998), entró en una crisis seria por primera vez debido a un conflicto interno por la aprobación de una controvertida reforma constitucional, que sus detractores denunciaron como violación de los derechos constitucionales. Esta situación condujo a la escisión del Partido FAST y la deserción de la vice primera ministra Fiame Naomi Mata'afa, la cual aceptó presidir dicho partido en los comicios como su candidata a primera ministra. La campaña se caracterizó por el uso por parte de FAST de tácticas de proselitismo convencionales (colocación de afiches, giras de candidatos y recaudación de fondos en línea) nunca antes vistas en Samoa, que el gobierno de Tuila'epa denunció como una «práctica extranjera», iniciando una investigación parlamentaria contra miembros del partido por «engañar al público» y «cometer actos de traición».
Debido a que presentó más de un candidato en varias circunscripciones, el HRPP obtuvo por mucho la mayor cantidad de votos, con un 55,38% de los sufragios válidos sobre el 36,57% de los candidatos de FAST (que solo presentó más de un candidato en unas pocas circunscripciones), pero en término de escaños se dio una situación de empate con 25 bancas para ambas fuerzas, con el candidato independiente Tuala Iosefo Ponifasio de la primera circunscripción de Gagaemauga ocupando la banca restante. El resultado fue la contienda más polarizada entre dos partidos políticos formales jamás vista en la historia electoral samoana, acaparando ambas fuerzas casi un 92% de los votos válidos totales, y un nivel de voto mínimo para candidaturas independientes, con solo el 4,53% del voto total (cuando hasta entonces dichas candidaturas habían recibido siempre más del 19% de los votos). El anterior principal partido de la oposición, Tautua Samoa, perdió sus únicos dos escaños.
Tras una serie de negociaciones, Ponifasio anunció días después de los comicios que se afiliaría al partido FAST, rompiendo el estancamiento con una estrecha mayoría para la oposición, garantizando de este modo la juramentación de Mata'afa como la primera mujer primera ministra del país, y resultando en la primera alternancia partidaria en la historia política de Samoa. Sin embargo, la Comisión Electoral determinó que, dado que solo 5 mujeres habían sido electas (representando un 9,8% del legislativo) se había incumplido el piso de 10% constitucionalmente exigido y correspondía proclamar como miembro del parlamento a una de las candidatas no electas con mayor cantidad de votos, resultando designada Ali'imalemanu Alofa Tuuau del HRPP, provocando un estancamiento irreversible de 26 escaños para ambos partidos. Tuila'epa anunció entonces la disolución anticipada del parlamento ante la imposibilidad de formar gobierno y el llamado a nuevos comicios para el 21 de mayo, hecho denunciado por Mata'afa como un «autogolpe».
El 17 de mayo, sin embargo, la Corte Suprema falló en contra del oficialismo, anuló la designación de Tuuau y la convocatoria a nuevas elecciones, exigiendo que la Asamblea Legislativa debía reunirse a más tardar el 24 de mayo, para cumplir con el precepto constitucional que establece la primera reunión parlamentaria dentro de los primeros 45 días posteriores a una elección general. El O le Ao o le Malo (jefe de Estado), Vaaletoa Sualauvi II, ratificó esta decisión, pero canceló la reunión prevista sin expresar sus motivos. El partido FAST organizó una juramentación improvisada de los diputados electos ante la sede del Parlamento, que fue bloqueada por el gobierno en funciones y boicoteada por el oficialismo. Mata'afa fue juramentada como primera ministra, hecho no reconocido por Tuila'epa, lo que dio inicio a una crisis constitucional.

## Antecedentes

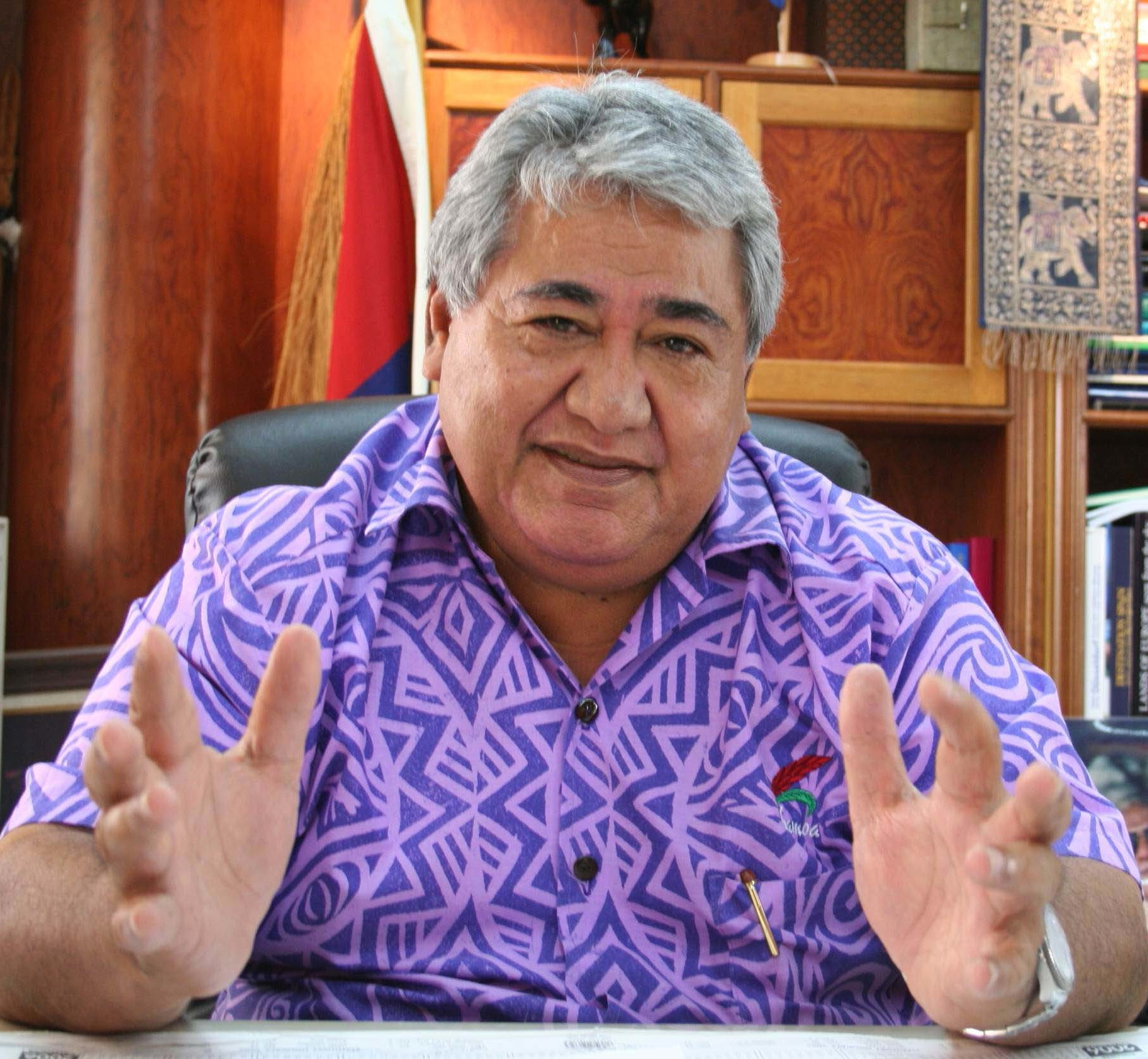
En el poder desde 1998, Tuila'epa Sailele Malielegaoi buscó un sexto mandato como primer ministro en los comicios de 2021.

Las elecciones generales de 2016 vieron reforzado el predominio del Partido para la Protección de los Derechos Humanos, que obtuvo 35 de 50 escaños y logró la adhesión de casi la totalidad de los independientes electos, dando como resultado su control sobre 47 de las 50 bancas resultantes. El Partido para Servir a Samoa, hasta entonces principal fuerza de la oposición, obtuvo solo 2 escaños y vio sumarse a sus filas a uno de los independientes electos, perdiendo prácticamente todo su peso político y dejando al país como un estado de partido hegemónico de facto, ya que no obtuvo la suficiente cantidad de escaños para ser reconocido como partido según las normas parlamentarias. Tuila'epa Sailele Malielegaoi resultó reelecto para un quinto mandato como primer ministro (el cuarto completo), con un récord de cuatro victorias electorales, suceso inédito para cualquier jefe de gobierno samoano. Fiame Naomi Mata'afa, hija del primer jefe de gobierno de Samoa independiente (Mata'afa Faumuina Mulinu'u II) fue designada vice primera ministra, la primera mujer en ocupar el cargo.
El quinto mandato de Tuila'epa (que cumplió veinte años en el poder en 2018) se caracterizó por un debilitamiento rápido de su popularidad. Uno de los principales motivos fue el mal manejo de un brote de sarampión en 2019, coincidente con un brote regional que afectó a Filipinas, Tonga y Nueva Zelanda y que resultó en la muerte de 83 personas, expuso los bajos índices de vacunación del país, con el agravante de que Tuila'epa rechazó una investigación del papel del gobierno, lo que fue el principal blanco de críticas al oficialismo, acusado por la oposición de «fallar miserablemente» en resolver el problema. El brote llevó a la declaración del estado de emergencia y a una dura controversia por la difusión de material antivacunas en las redes sociales, lo que llevó al arresto del activista de dicho movimiento Edwin Tamasese y a una elevada pérdida de confianza de la población en el sistema de salud. El país no enfrentó una afluencia importante de la pandemia global de COVID-19 desatada a finales de ese año y propagada en 2020, con solo dos casos aislados en Apia en noviembre de ese año, recuperándose ambos para diciembre y dejando al país libre de la enfermedad.
En mayo de 2020, el parlamentario Leuatea Polataivao fue expulsado del HRPP por votar en contra de un controvertido proyecto de reforma constitucional, la «Ley de Tierras y Títulos» que prohibía expresamente la apelación a la judicatura global en competencias del Tribunal de Tierras y Títulos, un cuerpo espacial a cargo de fallar en cuestiones relativas a la tierra samoana (un 80% de la cual es «propiedad consuetudinaria» administrada por los matai), afirmando que el proyecto era violatorio del estado de derecho. Polataivao dimitió de su cargo y fundó el partido Faʻatuatua i le Atua Samoa ua Tasi para disputar las siguientes elecciones generales. En agosto de ese año, Polataivao disputó con éxito la elección parcial en su propio escaño en la tercera circunscripción de  Gagaifomauga y fue elegido como único diputado de FAST. La ley de Tierras y Títulos finalmente aprobada fue profundamente polarizante, tanto entre la sociedad civil como entre los matai y el propio partido oficialista, motivando una serie de deserciones de alto perfil, incluyendo la vice primera ministra Fiame Naomi Mata'afa a finales del año, que se convirtió en independiente, anunciando su afiliación a FAST después del final del mandato parlamentario.

## Organización

### Sistema electoral
De acuerdo con la constitución samoana y la Ley Electoral del 1 de enero de 1963, modificada por última vez el 24 de junio de 2013, Samoa es una república parlamentaria con un sistema de gobierno basado en el modelo Westminster. La Asamblea Legislativa (Fono) es elegida por voto popular, directo y secreto para un mandato de un máximo de cinco años por un sistema de escrutinio mayoritario uninominal. De cara a las elecciones de 2021, los miembros electos oficialmente serían 51. Si bien el sufragio universal para adultos fue instituido en Samoa en 1990, solo aquellos con un título de matai, mayores de 21 años y residentes en el país durante los tres años anteriores pueden ser elegidos miembros del parlamento. Los funcionarios públicos y las personas con enfermedades mentales no podían presentarse como candidatos. Las personas condenadas por soborno o un delito electoral y las personas condenadas a más de dos años de prisión (incluida la pena de muerte) tampoco son elegibles. Además de los anteriores criterios de elegibilidad, los potenciales candidatos deben presentar documentos de nominación registrando el apoyo de al menos dos electores de su circunscripción al menos dos semanas (catorce días) antes de las elecciones, así como un depósito monetario equivalente a $USD85.
La Ley de enmienda de la Constitución de 2013 garantiza que un mínimo del 10% de los escaños en el parlamento estén reservados para mujeres. Bajo estas normativas, si el número de mujeres elegidas regularmente no alcanzaba este mínimo, se proclamaría electas a las candidatas no electas que hubiesen obtenido mayor cantidad de votos en sus circunscripciones, tantas como fuera necesario hasta lograr que se cumpliera el umbral requerido. Habría también dos escaños asignados a los no samoanos, elegidos en un único escaño plurinominal. Las vacantes que se produjeran durante la legislatura (por renuncia, fallecimiento o destitución) se cubren mediante elecciones parciales. Sin embargo, en el caso de que quede vacante un puesto ocupado por una mujer miembro y un candidato varón gane la elección parcial, la candidata con el mayor número de votos (ya sea en esa elección parcial o en la elección general más reciente si no hubo candidatas mujeres) se convertirá en miembro adicional del parlamento.

### Partidos políticos y negociación de alianzas
El Partido para la Protección de los Derechos Humanos (HRPP) se fundó en 1979 como el primer partido político formal establecido en Samoa, y se convirtió en la fuerza dominante del país en 1982, ganando todas las elecciones generales posteriores sin la presencia de una fuerza alternativa coherente. Los demás candidatos tradicionalmente fueron independientes (opositores o no al gobierno) o ligados a partidos menores de corta existencia.
El único partido opositor que disputó las elecciones de 2016 fue el partido Tautua Samoa, que logró solo dos escaños. Su líder para 2021, Afualo Wood Salele, no era en sí mismo miembro del parlamento y el partido ni siquiera había logrado las suficientes bancas para constituir un grupo parlamentario (ocho escaños). Un independiente electo en 2016, Olo Fiti Afoa Vaai, se unió a Tautua después de los comicios, pero lo abandonó en 2019 y retornó a su condición de apartidario. De los 47 miembros del parlamento que el HRPP tenía al comenzar la legislatura (doce de ellos elegidos como independientes), tres lo abandonaron luego de tener desacuerdos con el gobierno e Tuila'epa: Naomi Mata'afa, Leuatea Polataivao y Faumuina Wayne Fong.
El período previo a la elección estuvo marcado por el surgimiento de varios partidos políticos, e inicialmente se esperaba que cinco partidos presentaran candidaturas: el oficialista HRPP, el recientemente fundado FAST, el partido Tautua o TSP, el partido de extrema derecha Samoa Primero y el Partido de Samoa Soberana e Independiente.  En mayo de 2020 otro partido, Tumua ma Puleono, defensor de los derechos de los no matai, se registró para las elecciones. En julio, Tuilaepa anunció formalmente que buscaría la reelección para un sexto mandato récord.
El 2 de septiembre de 2020, Polataivao confirmó que FAST había negociado con éxito con dos fuerzas de reciente creación: Tumua ma Puleono y el Partido Nacional Democrático de Samoa, para que dichos partidos presentaran a sus candidatos bajo la bandera de FAST. También inició conversaciones con Tautua para constituir una «gran coalición opositora», que en última instancia no se materializó.

### Candidatos registrados
Al cierre de la presentación de documentos de nominación, había exactamente 200 candidatos (23 mujeres y 177 varones) de los cuales 114 fueron nominados por HRPP. El partido FAST presentó 50 candidatos, mientras que el partido Tautua Samoa presentó solo 14. El Partido Samoa Primero presentó 5 candidatos y el Partido de Samoa Soberana e Independiente concurrió con un único postulante, mientras que hubo un mínimo histórico de solo doce candidaturas no partidistas. Los parlamentarios salientes Olo Fiti Va'ai y Faumuina Wayne Fong, elegidos en 2016 por el HRPP, se presentaron a las elecciones bajo la bandera del partido FAST; en consecuencia, el presidente del Parlamento, Leaupepe Toleafoa Faafisi, declaró su exclusión del legislativo hasta la fecha de las elecciones. Once candidaturas fueron declaradas inelegibles por la Comisión Electoral. Por tanto, el número final de candidatos ascendía a 189, incluidas 21 mujeres. Tanto Tuila'epa como Mata'afa fueron reelegidos sin oposición en sus circunscripciones, lo mismo que Lealailepule Rimoni Aiafi, de la circunscripción de Faleata Sisifo, que había enfrentado a tres competidores en 2016.
| Partido | Partido                                                   | Candidatos | Circunscripciones | Sin oposición                        | Líder                         | Escaños (2016) |
| ------- | --------------------------------------------------------- | ---------- | ----------------- | ------------------------------------ | ----------------------------- | -------------- |
|         | Partido para la Protección de los Derechos Humanos (HRPP) | 105        | 50                | 2                                    | Tuila'epa Sailele Malielegaoi | 44/50          |
|         | Fe en el Único Dios de Samoa (FAST)                       | 52         | 42                | 1                                    | Fiame Naomi Mata'afa          | 1/50           |
|         | Partido para Servir a Samoa (Tautua Samoa - TSP)          | 14         | 14                |                                      | Afualo Wood Salele            | 2/50           |
|         | Partido Samoa Primero (SFP)                               | 5          | 5                 | Unasa Iuni Sapolu                    |                               |                |
|         | Partido de Samoa Soberana e Independiente (SIS)           | 1          | 1                 | Fesola'i Logomalieimatagi Tepa Toloa |                               |                |
|         | Independientes                                            | 12         | 10                |                                      | 3/50                          |                |

## Resultados

### Resultado general
|  | 55.38 % |

|  | 36.57 % |

|  | 3.26 % |

|  | 0.23 % |

|  | 0.03 % |

|  | 4.53 % |

|  | 99.32 % |

|  | 0.68 % |

|  | 100.00 % |

|  | 69.47 % |

### Desglose por circunscripción
|  | 46.70 % |

|  | 34.29 % |

|  | 19.01 % |

|  | 98.07 % |

|  | 1.93 % |

|  | 49.98 % |

|  | 40.97 % |

|  | 9.05 % |

|  | 99.33 % |

|  | 0.67 % |

|  | 51.13 % |

|  | 46.83 % |

|  | 2.04 % |

|  | 98.96 % |

|  | 1.04 % |

|  | 50.21 % |

|  | 33.56 % |

|  | 9.84 % |

|  | 6.39 % |

|  | 98.74 % |

|  | 1.26 % |

|  | 32.65 % |

|  | 31.94 % |

|  | 27.40 % |

|  | 5.95 % |

|  | 2.06 % |

|  | 99.60 % |

|  | 0.40 % |

|  | 66.05 % |

|  | 28.40 % |

|  | 5.55 % |

|  | 99.42 % |

|  | 0.58 % |

|  | 53.94 % |

|  | 36.41 % |

|  | 9.65 % |

|  | 99.51 % |

|  | 0.49 % |

|  | 59.48 % |

|  | 40.52 % |

|  | 98.89 % |

|  | 1.11 % |

|  | 26.41 % |

|  | 20.67 % |

|  | 19.91 % |

|  | 18.85 % |

|  | 6.20 % |

|  | 5.93 % |

|  | 2.03 % |

|  | 99.74 % |

|  | 0.26 % |

|  | 42.78 % |

|  | 28.85 % |

|  | 28.37 % |

|  | 99.20 % |

|  | 0.80 % |

|  | 36.78 % |

|  | 25.02 % |

|  | 20.70 % |

|  | 17.50 % |

|  | 99.48 % |

|  | 0.52 % |

|  | 50.87 % |

|  | 31.94 % |

|  | 15.56 % |

|  | 1.63 % |

|  | 98.09 % |

|  | 1.91 % |

|  | 41.05 % |

|  | 23.05 % |

|  | 16.73 % |

|  | 13.64 % |

|  | 5.52 % |

|  | 99.61 % |

|  | 0.39 % |

|  | 43.10 % |

|  | 35.41 % |

|  | 17.80 % |

|  | 3.69 % |

|  | 99.02 % |

|  | 0.98 % |

|  | 41.58 % |

|  | 31.35 % |

|  | 17.77 % |

|  | 7.38 % |

|  | 1.92 % |

|  | 99.41 % |

|  | 0.59 % |

|  | 39.11 % |

|  | 24.19 % |

|  | 21.17 % |

|  | 9.56 % |

|  | 5.97 % |

|  | 99.39 % |

|  | 0.61 % |

|  | 45.71 % |

|  | 38.60 % |

|  | 15.68 % |

|  | 99.68 % |

|  | 0.32 % |

|  | 35.49 % |

|  | 27.81 % |

|  | 17.75 % |

|  | 14.98 % |

|  | 3.98 % |

|  | 99.38 % |

|  | 0.62 % |

|  | 45.87 % |

|  | 33.21 % |

|  | 20.93 % |

|  | 99.04 % |

|  | 0.96 % |

|  | 32.04 % |

|  | 25.83 % |

|  | 21.18 % |

|  | 10.20 % |

|  | 8.04 % |

|  | 2.72 % |

|  | 99.18 % |

|  | 0.82 % |

|  | 41.62 % |

|  | 25.71 % |

|  | 16.04 % |

|  | 8.81 % |

|  | 7.82 % |

|  | 99.41 % |

|  | 0.59 % |

|  | 55.52 % |

|  | 22.05 % |

|  | 8.27 % |

|  | 7.65 % |

|  | 3.54 % |

|  | 2.97 % |

|  | 99.10 % |

|  | 0.90 % |

|  | 41.75 % |

|  | 30.51 % |

|  | 23.92 % |

|  | 3.82 % |

|  | 99.68 % |

|  | 0.32 % |

|  | 45.34 % |

|  | 33.54 % |

|  | 22.12 % |

|  | 99.61 % |

|  | 0.39 % |

|  | 40.93 % |

|  | 39.50 % |

|  | 10.47 % |

|  | 9.10 % |

|  | 99.70 % |

|  | 0.30 % |

|  | 63.70 % |

|  | 22.82 % |

|  | 6.02 % |

|  | 5.34 % |

|  | 2.12 % |

|  | 99.33 % |

|  | 0.67 % |

|  | 45.23 % |

|  | 41.05 % |

|  | 7.67 % |

|  | 3.32 % |

|  | 2.73 % |

|  | 99.06 % |

|  | 0.94 % |

|  | 50.95 % |

|  | 35.45 % |

|  | 12.55 % |

|  | 0.73 % |

|  | 0.32 % |

|  | 99.73 % |

|  | 0.27 % |

|  | 63.00 % |

|  | 37.00 % |

|  | 99.36 % |

|  | 0.64 % |

|  | 38.89 % |

|  | 33.25 % |

|  | 11.81 % |

|  | 8.32 % |

|  | 7.73 % |

|  | 99.52 % |

|  | 0.48 % |

|  | 53.00 % |

|  | 44.43 % |

|  | 2.57 % |

|  | 99.45 % |

|  | 0.55 % |

|  | 52.78 % |

|  | 17.16 % |

|  | 12.00 % |

|  | 10.78 % |

|  | 7.28 % |

|  | 98.80 % |

|  | 1.20 % |

|  | 38.17 % |

|  | 31.57 % |

|  | 30.26 % |

|  | 99.84 % |

|  | 0.16 % |

|  | 50.54 % |

|  | 26.45 % |

|  | 23.01 % |

|  | 99.22 % |

|  | 0.78 % |

|  | 52.00 % |

|  | 48.00 % |

|  | 99.87 % |

|  | 0.13 % |

|  | 44.82 % |

|  | 22.81 % |

|  | 17.36 % |

|  | 15.01 % |

|  | 99.82 % |

|  | 0.18 % |

|  | 41.39 % |

|  | 30.84 % |

|  | 17.99 % |

|  | 7.92 % |

|  | 1.87 % |

|  | 99.52 % |

|  | 0.48 % |

|  | 77.27 % |

|  | 22.73 % |

|  | 99.35 % |

|  | 0.65 % |

|  | 59.38 % |

|  | 39.03 % |

|  | 1.59 % |

|  | 99.14 % |

|  | 0.86 % |

|  | 53.29 % |

|  | 46.71 % |

|  | 99.73 % |

|  | 0.27 % |

|  | 53.87 % |

|  | 40.02 % |

|  | 6.11 % |

|  | 99.66 % |

|  | 0.34 % |

|  | 59.97 % |

|  | 40.03 % |

|  | 99.83 % |

|  | 0.17 % |

|  | 31.96 % |

|  | 31.46 % |

|  | 31.29 % |

|  | 5.29 % |

|  | 99.42 % |

|  | 0.58 % |

|  | 45.43 % |

|  | 41.85 % |

|  | 11.33 % |

|  | 1.39 % |

|  | 99.20 % |

|  | 0.80 % |

|  | 36.36 % |

|  | 23.49 % |

|  | 22.42 % |

|  | 8.84 % |

|  | 5.72 % |

|  | 2.30 % |

|  | 0.87 % |

|  | 99.49 % |

|  | 0.51 % |

|  | 42.35 % |

|  | 41.86 % |

|  | 15.79 % |

|  | 99.61 % |

|  | 0.39 % |

|  | 34.50 % |

|  | 21.14 % |

|  | 19.07 % |

|  | 16.76 % |

|  | 4.95 % |

|  | 1.90 % |

|  | 1.67 % |

|  | 99.88 % |

|  | 0.12 % |

|  | 53.26 % |

|  | 46.74 % |

|  | 99.18 % |

|  | 0.82 % |